# Young Ones
Young Ones és un una pel·lícula estatunidenca de 2014, de gènere western i ciència-ficció post-apocalíptica, dirigida i escrita per Jake Paltrow. La pel·lícula és protagonitzada per Nicholas Hoult, Elle Fanning, Michael Shannon i Kodi Smit-McPhee. Es va estrenar al Festival de Cinema de Sundance el 18 de gener de 2014. Young Ones va ser mereixedora del premi al Millor guió al Festival Internacional de Cinema Fantàstic de Catalunya de 2014 i es va estrenar comercialment el 17 d'octubre del mateix any.

## Argument
Ambientada en un futur proper en què l'aigua és un bé escàs a causa de l'impacte de l'escalfament global, una família d'agricultors malda per sobreviure en una societat regida per la llei del talió.

## Repartiment
- Nicholas Hoult com Flem Palanca[3]
- Elle Fanning com Mary Holm
- Michael Shannon com Ernest Holm
- Kodi Smit-McPhee com Jerome Holm
- Alex McGregor com Sooz
- Aimee Mullins com Katherine Holm
- Robert Hobbs com Caleb
- Liah O'Prey com Anna
- Carel Nel com Bandit

## Producció
Nicholas Hoult, Elle Fanning, Michael Shannon i Kodi Smit-McPhee es van unir a l'elenc interpretatiu el 7 de febrer de 2013. Giles Nuttgens n'és el director de fotografia, mentre que Tristán Lynch i Michael Auret en són els productors. El 13 de maig de 2014, Screen Media Films va adquirir els drets de la pel·lícula per als Estats Units.

### Rodatge
El rodatge de la pel·lícula va començar al febrer de 2013 a Namaqualand, Cap Septentrional, Sud-àfrica, i va finalitzar el 15 de març.

## Promoció
El primer tràiler es va estrenar el 6 de juliol de 2014 i el segon tràiler va ser estrenat el 23 de juliol.